# Karzan Kader
Karzan Kader (Sulaymaniyya, 8 de setembre de 1982) és un actor, director i guionista kurd. Amb nou anys, s'exilià del Kurdistan meridional amb la seva família durant la Guerra de l'Iraq de 1990. Aconseguiren establir-se a Suècia, on ell i els seus germans creixeren. L'any 2007 es matriculà a l'Acadèmia d'Estocolm d'Arts Dramàtics (SADA) per a estudiar direcció de cinema. La seva pel·lícula de curtmetratge Bekas guanyà un premi Òscar Estudiant i permetí desenvolupar en llargmetratge l'aclamada pel·lícula homònima.
L'any 2010 es graduà al Dramatiska Institutet d'Estocolm com a director de cinema i guanyà un premi d'estudiant per la seva pel·lícula de graduació.

## Filmografia

### Com a actor
| Any  | Títol         | Personatge | Direcció     | Notes |
| ---- | ------------- | ---------- | ------------ | ----- |
| 2010 | De fyra sista | Hiwa       | Karzan Kader |       |

### Com a director
| Any  | Títol         | Notes        |
| ---- | ------------- | ------------ |
| 2008 | Collision     | curtmetratge |
| 2009 | Quan          | curtmetratge |
| 2009 | Bekas         | curtmetratge |
| 2010 | De fyra sista |              |
| 2012 | Bekas         |              |
| 2018 | Trading Paint |              |